# Alain Poher
Alain Poher (17. dubna 1909 – 9. prosince 1996) byl francouzský politik, dvakrát dočasný prezident Francie a předseda Senátu v letech 1968 až 1992. V letech 1966 až 1969 byl předsedou Evropského parlamentu.

## Biografie
Podle francouzské ústavy z roku 1958 předseda senátu přijímá prezidentské pravomoci i povinnosti v případě prezidentovy rezignace nebo smrti a stává se dočasnou hlavou státu do uspořádání voleb a uvedení do funkce nového prezidenta.
Poher se poprvé stal dočasným prezidentem 29. dubna 1969, po rezignaci Charlese de Gaulla. K nadcházejícím volbám (1969) podal kandidaturu. Částečně z důvodu absence dlouhodobé stranické příslušnosti byl v druhém kole vyřazen Georgesem Pompidouem a znovu se ujal výlučně senátního předsednictví po Pompidouově přísaze 20. června 1969. Pompidou však zemřel ve funkci 2. dubna 1974, necelých šest let po volbách (do roku 2000 byl ve francouzské ústavě stanoven prezidentský mandát na sedm let) a Poher se opět stal dočasným prezidentem až do pronesení přísahy vítězným kandidátem následujících voleb Valérym Giscardem d'Estaing 27. května 1974.